# Agnese di Kleve
Agnese di Kleve Agnes in tedesco, in fiammingo e inglese, Agnès in catalano e in francese, Inés in spagnolo, in aragonese, in basco, in asturiano e in galiziano e Inês in portoghese (Kleve, 24 marzo 1422 – Olite, 6 aprile 1448) principessa del Ducato di Kleve che fu regina consorte di Navarra.

## Origini familiari
Figlia quintogenita (quarta femmina) del primo duca di Kleve, Adolfo II conte di Kleve e IV conte di Mark, e della sua seconda moglie, Maria di Borgogna, figlia del duca di Borgogna, Giovanni senza Paura. Agnese era la nipote del duca di Borgogna Filippo III il Buono (fratello della madre, Maria).

## Biografia
Venne data in moglie, nel 1439, all'erede al trono di Navarra, conosciuto come Carlo di Viana, figlio primogenito del principe di Castiglia e León e d'Aragona, duca di Peñafiel e futuro re di Navarra, della corona d'Aragona e di Sicilia, Giovanni II (figlio terzogenito del principe di Castiglia e León, e re della corona d'Aragona e di Sicilia, Ferdinando e di Eleonora d'Alburquerque) e della sua prima moglie, la ex regina consorte di Sicilia e futura regina di Navarra, Bianca di Navarra, figlia terzogenita del re di Navarra, conte d'Évreux e duca di Nemours, Carlo III di Navarra detto il Nobile e di Eleonora Enriquez, figlia secondogenita del re di Castiglia e León, Enrico II di Trastamara  e di Giovanna Manuele figlia ultimogenita dello scrittore e uomo politico, Giovanni Manuele di Castiglia, duca di Penafiel (discendente di Ferdinando III di Castiglia, che era suo nonno, mentre Alfonso X di Castiglia era suo zio) e della sua terza moglie, Bianca de la Cerda (1311-1347).
Il 30 settembre del 1439, a Olite, Agnese di Kleve sposò Carlo (1421 - 1461), principe di Viana e duca di Gandia.
Alla morte della suocera, Bianca di Navarra, nel 1441, suo marito, Carlo, divenne re di Navarra, ma in realtà non regnò mai, a causa di una clausola del testamento della defunta regina, (sembra che venne inserita seguendo le volontà del padre di Bianca e nonno di Carlo, Carlo III il Nobile).
Perciò suo padre, invocando il testamento della moglie, usurpò il trono di Navarra al figlio, assumendo il titolo di re di Navarra come Giovanni II, lasciando al figlio il titolo di governatore.
Comunque, dato che il suocero di Agnese, Giovanni, oltre che essere co-reggente del regno di Aragona, continuava ad essere interessato agli affari ed agli intrighi del regno di Castiglia, il marito Carlo, anche se non fu mai incoronato, continuò a governare il regno di Navarra per conto del padre Giovanni, e Agnese fu di fatto la regina consorte di Navarra.
Agnese morì, ancor giovane, nel 1448, senza aver dato un erede al marito. Alla morte di Carlo, nel 1461, per questo motivo si accese una guerra civile nota come la guerra civile catalana.

## Figli
Carlo da Agnese non ebbe alcun figlio.

## Ascendenza
|                       |                        |                              | Genitori                   |  |  | Nonni |  |  | Bisnonni          |  |  | Trisnonni                 |  |
|                       |                        |                              |                            |  |  |       |  |  | Adolfo II di Mark |  |  | Engelberto II de la Marca |  |
|                       |                        |                              |                            |  |  |       |  |  | Adolfo II di Mark |  |  | Engelberto II de la Marca |  |
|                       |                        | Matilde d'Arenberg           |                            |  |  |       |  |  | Adolfo II di Mark |  |  |                           |  |
| Adolfo III di Mark    |                        |                              |                            |  |  |       |  |  | Adolfo II di Mark |  |  |                           |  |
|                       |                        | Margherita di Kleve          | Teodorico VII di Kleve     |  |  |       |  |  |                   |  |  |                           |  |
|                       |                        | Margherita di Kleve          | Teodorico VII di Kleve     |  |  |       |  |  |                   |  |  |                           |  |
|                       |                        | Margherita di Kleve          | Margherita di Gheldria     |  |  |       |  |  |                   |  |  |                           |  |
| Adolfo I di Kleve     |                        | Margherita di Kleve          |                            |  |  |       |  |  |                   |  |  |                           |  |
|                       |                        | Gerardo di Berg              | Guglielmo I di Jülich      |  |  |       |  |  |                   |  |  |                           |  |
|                       |                        | Gerardo di Berg              | Guglielmo I di Jülich      |  |  |       |  |  |                   |  |  |                           |  |
|                       |                        | Gerardo di Berg              | Giovanna di Hainaut        |  |  |       |  |  |                   |  |  |                           |  |
| Margherita di Berg    |                        | Gerardo di Berg              |                            |  |  |       |  |  |                   |  |  |                           |  |
|                       |                        | Margherita di Ravensberg     | Ottone IV di Ravensberg    |  |  |       |  |  |                   |  |  |                           |  |
|                       |                        | Margherita di Ravensberg     | Ottone IV di Ravensberg    |  |  |       |  |  |                   |  |  |                           |  |
|                       |                        | Margherita di Ravensberg     | Margherita di Berg-Windeck |  |  |       |  |  |                   |  |  |                           |  |
| Agnese di Kleve       |                        | Margherita di Ravensberg     |                            |  |  |       |  |  |                   |  |  |                           |  |
|                       | Filippo II di Borgogna | Giovanni II di Francia       |                            |  |  |       |  |  |                   |  |  |                           |  |
|                       | Filippo II di Borgogna | Giovanni II di Francia       |                            |  |  |       |  |  |                   |  |  |                           |  |
|                       | Filippo II di Borgogna | Bona di Lussemburgo          |                            |  |  |       |  |  |                   |  |  |                           |  |
| Giovanni di Borgogna  | Filippo II di Borgogna |                              |                            |  |  |       |  |  |                   |  |  |                           |  |
|                       |                        | Margherita III delle Fiandre | Luigi II di Fiandra        |  |  |       |  |  |                   |  |  |                           |  |
|                       |                        | Margherita III delle Fiandre | Luigi II di Fiandra        |  |  |       |  |  |                   |  |  |                           |  |
|                       |                        | Margherita III delle Fiandre | Margherita di Brabante     |  |  |       |  |  |                   |  |  |                           |  |
| Maria di Borgogna     |                        | Margherita III delle Fiandre |                            |  |  |       |  |  |                   |  |  |                           |  |
|                       |                        | Alberto I di Baviera         | Ludovico il Bavaro         |  |  |       |  |  |                   |  |  |                           |  |
|                       |                        | Alberto I di Baviera         | Ludovico il Bavaro         |  |  |       |  |  |                   |  |  |                           |  |
|                       |                        | Alberto I di Baviera         | Margherita II di Hainaut   |  |  |       |  |  |                   |  |  |                           |  |
| Margherita di Baviera |                        | Alberto I di Baviera         |                            |  |  |       |  |  |                   |  |  |                           |  |
|                       |                        | Margherita di Brieg          | Ludovico I il Giusto       |  |  |       |  |  |                   |  |  |                           |  |
|                       |                        | Margherita di Brieg          | Ludovico I il Giusto       |  |  |       |  |  |                   |  |  |                           |  |
|                       |                        | Margherita di Brieg          | Agnese di Sagan            |  |  |       |  |  |                   |  |  |                           |  |
|                       |                        | Margherita di Brieg          |                            |  |  |       |  |  |                   |  |  |                           |  |